# Heis
Heis (en somalí: Xiis) es una ciudad costera en el norte de la región de Sanaag de Somalilandia (estado no reconocido en el norte de Somalia). La ciudad es principalmente  habitada por el clan Isaaq de los Gar Xajis .

## Historia
Heis se encuentra al oeste de Salweyn y Macajilayn.
El sitio parece corresponder al antiguo emporio comercial de Mundus (Μούνδος en griego antiguo) descrito en el Periplo del mar Eritreo, una crónica anónima de un mercader alejandrino del siglo I d. C.
En las inmediaciones de la localidad se han encontrado numerosos cairns. Sus excavaciones han revelado cerámica y fragmentos de cristal de época romana (entre los siglos I y V). Entre estos artefactos destaca por su calidad el vidrio millefiori. Fechado en 0-40 d. C.,  muestra discos de flores rojas superpuestos en un fondo verde. Además, se ha descubierto un bol en el área circundante. Se cree que es un fragmento de una pieza con patas hecha en Asuán (300-500 d. C.) o Baja Nubia (500-600 d. C.), sugiriendo la existencia de lazos comerciales con los reinos del valle del Nilo.